# Hearts of Men (film 1914)
Hearts of Men è un cortometraggio muto del 1914 diretto da Marshall Farnum. Il soggetto è basato su una storia di James Oliver Curwood.

## Produzione
Il film fu prodotto dalla Selig Polyscope Company.

## Distribuzione
Distribuito dalla General Film Company, il film - un cortometraggio in una bobina - uscì nelle sale cinematografiche statunitensi il 30 giugno 1914.